# Hilimbowo Idanoi
Hilimbowo Idanoi is een bestuurslaag in het regentschap Gunungsitoli van de provincie Noord-Sumatra, Indonesië. Hilimbowo Idanoi telt 627 inwoners (volkstelling 2010).